# Воскресенский храм (Старица)
Церковь Воскресения Христова — недействующий православный храм в городе Старице Тверской области. Расположен на правом берегу Волги, к северу от Успенского монастыря.

## История
До постройки каменного на этом месте находилась деревянная Воскресенская церковь.
В 1762 году, когда деревянный храм обветшал, было запланировано строительство нового каменного. Строительство здания было завершено в 1784 году. Храм имел два престола: главный в честь Воскресения Христова и придельный Благовещенский. Колокольня осталась деревянной, на каменную её заменили в первой половине XIX века.
В 1865 году был освящён престол в честь Иоанна Златоуста.
В 1897 году в церкви была обновлена стенная живопись.
Храм сильно пострадал в советский период. Верхняя часть колокольни была уничтожена советскими властями, на территории храма находился полигон сельхозтехники.

## Архитектура
Воскресенский храм построен в стиле барокко, композиция здания — восьмерик на четверике. В советское время церковь была обезглавлена, верхняя часть колокольни уничтожена. Внутри сохранились росписи двух периодов — начала и конца XIX века. В настоящее время храм находится в полуразрушенном состоянии.
Памятник архитектуры федерального значения.